# Ninel Conde
Ninel Conde (rojena Ninel Herrera Conde; 29. september 1970 Toluca, Mehika) je mehiška pevka, model in igralka znana predvsem po svoji vlogi Alme Rey v mladinski mehiški nadeljevanki Rebelde.

## Igralska kariera
Ninel je študirala na Centro de Arte y Teatro Emilia Carranza in se po študiju zaposlila na Televisi, kjer je posnela številne telenovele, med njimi tudi Bajo el Mismo Rostro (1995). V času svoje igralske kariere je sodelovala tudi s konkurenčno televizijsko hišo TV Azteca. Poleg številnih nastopov v različnih televizijskih pogovornih oddajah (Al Derecho y Al Derbez, Lo Que Callamos Las Mujeres, Gente con Chispa, El Gordo y La Flaca, Sábado Gigante,...), je posnela tudi filme in zaigrala z mnogimi velikimi imeni v svetu filma. V svoji igralski karieri pa se trudi približati svojim idolom Angelica Aragón, Maria Felix, Demi Moore, in Meryl Streep. Svetovno znana je postala zaradi vloge Alme Rey v mladinski mehiški nadeljevanki Rebelde. Leta 2005 se je pojavila tudi v ameriški nadeljevanki Ugly Betty, kjer igra vlogo v televizijski nadeljevanki 'faux' telenovela, katero gleda Betty Suarez. Vselila se je tudi v Big Brother hišo  Big Brother VIP in jo zapustila po 43-ih dneh.

### Telenovele
- Bajo el Mismo Rostro (1995)
- Luz Clarita (1996)
- Catalina y Sebastián (1999)
- Como en el cine (2001)
- Rebelde (2004–2006)
- Ugly Betty (2005)
- Fuego En La Sangre

### Filmi
- Mujeres Frente al Espejo
- 7 mujeres, 1 homosexual y Carlos (2004)

## Pevska kariera
Leta 2003 je izdala svoj prvi album z naslovom Ninel Conde, na katerem se nahaja priredba uspešnice z naslovom »Callados« (prvotna izvajalca: Camilo Sesto in Angela Carrasco), ki jo je Ninel posnela s svojim takratnim fantom Jose Manuel Figueroa. Album je bil nominiran za Latin Grammy v kategoriji Best Norteño Albumm, vendar je Ninel ostala praznih rok.

### Albumi
- Ninel Conde (album) (2003)
- La Rebelde (2005)
- Bombón Asesino (2006)
- 20 Grandes de Ninel Conde (2008)
- Ayer Y Hoy (2011)

## Nagrade
Prejela je nagrado za najboljšo novo igralko Sol de Oro za vlogo v nadeljevanki Catalina y Sebastián. Dobila je tudi nagrado Palmas de Oro za njeno delo v Mujeres frente al Espejo.

## Zasebno življenje
Ninel je poročena že drugič in sicer s poslovnežem Juan Cepeda. Iz prvega zakona (Jose Manuel Figueroa) ima hčerko Sofio. 10. aprila 2008 naj bi Ninel umrla z rakom obolela mati. Tudi sama je bila že zelo blizu smrti, saj je bila vpletena v letelsko nesrečo v kateri je letalo strmoglavilo v jezero.
1. ↑  Česko-Slovenská filmová databáze — 2001.
2. ↑  Person Profile // Internet Movie Database — 1990.